# Hans Coper

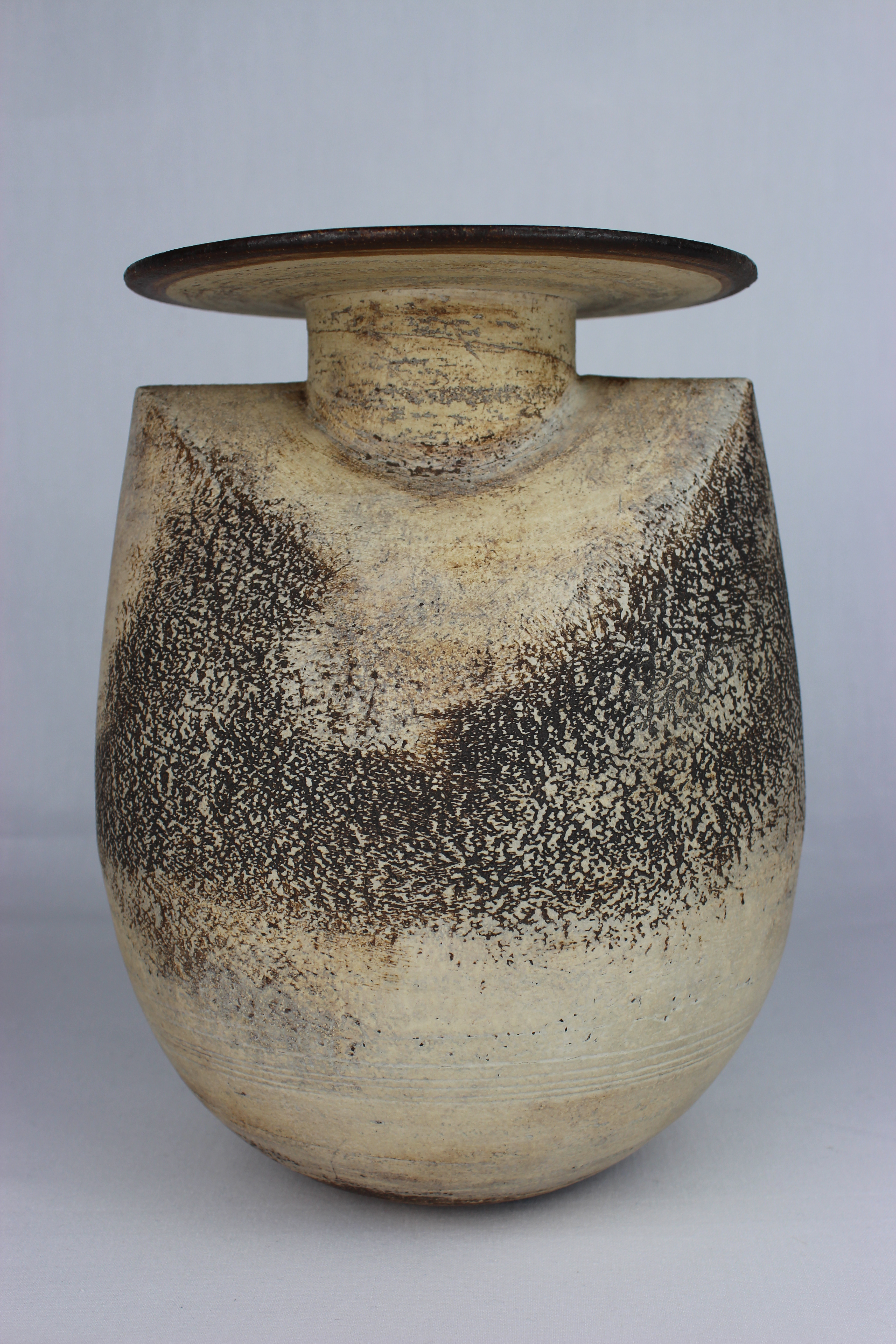
Ampolla de Hans Coper

Hans Coper (Chemnitz, Alemanya, 8 d'abril de 1920 – Somerset, Anglaterra, 16 de juny de 1981), va ser un important ceramista britànic d'origen alemany. Molt sovint se'l relaciona amb la ceramista Lucie Rie degut a la seva estreta col·laboració professional. Tot i així, les seves obres més conegudes difereixen notablement de les de Rie, perquè malgrat estar sempre inspirades en la peça funcional, tenen un estil molt més escultòric i abstracte. Així ho fa notar M. S. Thomas al seu llibre The Essential Potness: "Coper sempre va fer peça utilitària, principalment contenidors per a flors (gerros), fruites (bols), espelmes (canelobres), incloses les peces per a la Catedral de Coventry i per a la sala de reunions de la Universitat de Sussex. Als anys cinquanta va realitzar un petit grup de figures que no eren utilitàries, però mai es van arribar a posar a la venda", (vegeu Tony Birks).

## Biografia
Coper va néixer a Chemnitz, Alemanya, però va fugir a Anglaterra el 1939. En ser considerat com estranger enemic, va ser internat a un camp. En sortir-ne, va marxar al Canadà durant dos anys. Va retornar a Anglaterra, el 1942, on va servir com a objector de consciència al Cos de No-Combatents.
El 1946, sense haver tingut cap experiència prèvia dins el món de la ceràmica, va començar a treballar com a ajudant al taller de la ceramista Lucie Rie. D'aquesta època daten nombrosos jocs de te, tasses i platets realitzats i firmats conjuntament pels dos ceramistes. El 1958 va instal·lar-se en un taller propi a Digswell House, Hertfordshire En aquell moment ja era un ceramista reconegut, que experimentava amb formes abstractes molt avançades als seus temps. Gràcies a l'èxit de la seva obra, va convertir-se en un dels referents de la ceràmica d'autor del segle xx. Als anys 60, va donar classes a la Camberwell School of Art i al Royal College of Art. Va morir a Frome, Somerset el 1981 degut al fatal desenllaç d'una esclerosi lateral amiotròfica.
Coper solia tornejar totes les seves peces i després les modificava o les acoblava per a completar la forma final. Les superfícies acostumaven a ser aspres, texturades i austerament acolorides amb òxids. Utilitzava especialment l'òxid de manganès per a les seves peces, que li proporcionava un acabat marró fosc, quasi negre. La seva obra presenta unes formes característiques molt pròpies, a les quals Coper havia posat nom: lespasa, el capoll, la copa, lou, la flor i la fletxa.
L'obra de Coper va ser extensament exposada, ja durant la vida del ceramista. Avui en dia, es pot trobar entre les col·leccions de molts museus del món, inclosos el Metropolitan Museum of Art, el Victoria and Albert Museum, el Museum de Fundatie, el Sainsbury Centre a Norwich, UK, i la York Art Gallery, així com en col·leccions particulars d'arreu. Entre les seves obres més conegudes hi figura el joc de tres canelobres que decoren l'altar a la catedral de Coventry, encarregades el 1962.